# Doleschall Pál (nyelvész)
Doleschall Pál, Pavel Doležal, Pavel Dolešal (Szakolca, 1700. január 20. – Bocabánya, 1778. november 29.) nyelvész, evangélikus lelkész, tanár.

## Élete
A végzetes fehérhegyi katasztrófa után hazánkba menekült evangélikus cseh család ivadéka. Kisebb iskoláinak bevégezte után a posztókészítés mesterségét tanulta Sopronban, és csak 1720-ban került az első grammatikai osztályba. Később iskoláit Győrött folytatta, ahol a magyar nyelvet is elsajátította.
1727. április 24-étől a wittenbergi egyetem hallgatója volt. Onnét 1730. július 4-én visszatért Magyarországra, és egy ideig magántanító, azután Prileszky Eleknél udvari lelkész volt.
1744. január 9-én pappá szentelte Mohl Éliás püspök. Tanító volt Nemescsón és Pozsonyban; 1746-ban Necpálra ment lelkésznek. 1760-ban, mivel egyik filialis beteg hívének kiszolgáltatta az úrvacsorát, a helytartótanács rendeletéből elmozdították hivatalától; később azonban Bocabányán (Liptó vármegye) lelkészkedett.

## Munkái
- Imperatorum romanorum nomina et symbola, versibus et rhythmis, utcunque conceptis, ita indicata, ut consonantibus, certo in loco positis, colligi possit, quo seculo quilibit eorum dignitate hac usus, immo et quo seculi eiusdem anno illa sit positus; quibus annexa sunt etiam nonnulla alia observatu digna. Posonii. 1842
- Bibli svata rytmovnimi summovniky predstavena… 1745 (Szent Biblia ritmusos versekben)
- Sbírka slovenskych a českych přislova… 1746 (szláv-cseh közmondások gyűjteménye)
- Donatuslatino-germanico-hungarico-bohemicus, quem ut desiderata donaret… facilitate… in tabulis quibusdam… commode sistit. Posonii, 1746 (újra kiadva Uo. 1748. és Vácz, 1800)
- Grammatica slavico-bohemica, in qua, praeter alia, ratio accuratae scriptionis et flexionis, quae in hac lingua magnis difficultatibus laborat, et genuinis fundamentis, in Hungaria insinuatur; cum appendice… Uo. 1746 (az első szlovák nyelvtan)
- Ortographia bohemo-slavica. Leutschoviae, 1752
- Elementa linguae slavo-bohemicae. Uo. 1752
- Libellus alphabeticus slavicus, cum figuris. Posonii, 1760
- Vocabula symphona novo modo tyrunculorum captui accomodata. Uo. 1760